# Pro Evolution Soccer 2017
Pro Evolution Soccer 2017 (сокр. PES 2017, япон. ワールドサッカー ウイニングイレブン 2017) — мультиплатформенная игра в жанре футбольного симулятора из серии Pro Evolution Soccer от компании Konami, является семнадцатой в данной серии игр. Официально игра была анонсирована 28 мая 2016 года перед Финалом Лиги Чемпионов УЕФА. Слоган игры «Control Reality», что в переводе на русский означает «Управление реальностью». Продюсер игры Адам Бхатти. Комментаторами игры являются Джим Беглин и Питер Друри.

## Нововведения
- Спрей-впервые за всю историю PES, судья будет наносить линию спрея перед мячом и перед стенкой игроков.
- Лицензированные стадионы: Камп Ноу, Сан Сиро (Джузеппе Меацца), Ла Бомбонера, Сайтама 2002. Нелицензированных нет.
- Новая сетка ворот.
- Улучшено качество повторов.

## Отзывы
| Сводный рейтинг    | Сводный рейтинг                                     |
| Агрегатор          | Оценка                                              |
| ------------------ | --------------------------------------------------- |
| GameRankings       | 84,85 %                                             |
| Metacritic         | (PS4) 85/100 (XONE) 87/100 (PC) 69/100 (iOS) 81/100 |
| Иноязычные издания |                                                     |
| Издание            | Оценка                                              |
| Game Informer      | 9,25/10                                             |
| GameRevolution     | [ 7 ]                                               |
| GameSpot           | 8/10                                                |
| GamesRadar+        | [ 9 ]                                               |
| IGN                | 9,5/10                                              |

Консольные и мобильные версии Pro Evolution Soccer 2017 получили положительные отзывы, в отличие от ПК-версии.